# What Is Mathematics?
What Is Mathematics? é um livro de matemática escrito por Richard Courant e Herbert Robbins, publicado na Inglaterra pela Oxford University Press. É uma introdução à matemática, voltado para estudantes de matemática e o público em geral.
Publicado inicialmente em 1941, discute teoria dos números, geometria, topologia e cálculo. A segunda edição foi publicada em 1996, com um capítulo adicional sobre progressos recentes em matemática, escrito por Ian Stewart.

## Autoria
O livro foi baseado em material de cursos de Courant. Embora Robbins o tenha assistido ao escrever uma grande parte do livro, teve de batalhar para ser coautor do mesmo. No entanto Courant detém sozinho o copyright do livro.

## Título
Michael Katehakis relembra o interesse de Robbins por literatura e Tolstói em particular e está convencido de que o título do livro é possivelmente devido a Robbins,  que foi inspirado pelo título do ensaio What Is Art? por Liev Tolstói. Robbins fez o mesmo no livro  Great Expectations: The Theory of Optimal Stopping , em co-autoria com Yuan-Shih Chow e David Siegmund, onde não se pode perder a conecção com o título da novela Great Expectations por Charles Dickens.
De acordo com Constance Reid, Courant finalizou o título após uma conversa com Thomas Mann.

## Traduções
- A primeira tradução russa, «Что такое математика?», foi publicada em 1947
- A primeira tradução italiana, Che cos'è la matematica?, foi publicada em 1950. Uma tradução da segunda edição foi publicada em 2000.
- A primeira tradução alemã, "Was ist Mathematik?", foi publicada em 1962.
- A tradução em espanhol da segunda edição, ¿Qué Son Las Matemáticas?, foi publicada em 2002.
- A primeira tradução búlgara, Що е математика?, foi publicada em 1967. A segunda tradução foi publicada em 1985.
- A primeira tradução romena, Ce este matematica?, oi publicada em 1969.
- A primeira tradução em polonês, Co to jest matematyka, foi publicada em 1959. A segunda tradução foi publicada em 1967. Uma tradução da segunda edição foi publicada em 1998.
- A primeira tradução húngara, Mi a matematika?, foi publicada em 1966.
- A primeira tradução japonesa, 数学とは何か, foi publicada em 1966. Uma tradução da segunda edição foi publicada em 2001.

## Revisões
- What Is Mathematics? An Elementary Approach to Ideas and Methods, book review by Brian E. Blank, Notices of the American Mathematical Society 48, #11 (dezembro de 2001), pp. 1325–1330
- What Is Mathematics?, book review by Leonard Gillman, The American Mathematical Monthly 105, #5 (maio de  1998), pp. 485–488.

## Edições
- Richard Courant and Herbert Robbins (1941). What is Mathematics?: An Elementary Approach to Ideas and Methods. London: Oxford University Press. ISBN 0-19-502517-2
- (1996) 2ª edição, com material adicional por Ian Stewart. Nova Iorque: Oxford University Press. ISBN 0-19-510519-2.
- Courant, Richard; Robbins, Herbert (2015). Qu'est-ce que les mathématiques ? Une introduction élémentaire aux idées et aux méthodes. [S.l.]: Cassini. ISBN 9782842252045 Tradução em francês da segunda edição em inglês por Marie Anglade e Karine Py.
- Courant, Richard; Robbins, Herbert; Stewart, Ian (2002). ¿Qué Son Las Matemáticas? Conceptos y métodos fundamentales (em espanhol). México, D. F.: Fondo de Cultura Económica. ISBN 968-16-6717-4 tradução em espanhol da segunda edição em inglês.
- Courant, Richard; Robbins, Herbert (1950). Che cos'è la matematica? Introduzione elementare ai suoi concetti e metodi (em italiano). Turin: Einaudi (primeira tradução italiana, da edição em inglês de 1945)
- Courant, Richard; Robbins, Herbert (1971). Che cos'è la matematica? Introduzione elementare ai suoi concetti e metodi (em italiano). Turin: Boringhieri (baseada na edição prévia de Eianudi)
- Courant, Richard; Robbins, Herbert (1984). Toán học là gì (em vietnamita). Hanoi: Khoa học Kỹ thuật (tradução vietnamesa por Hàn Liên Hải da edição russa)
- Courant, Richard; Robbins, Herbert; Stewart, Ian (2000). Che cos'è la matematica? Introduzione elementare ai suoi concetti e metodi (em italiano). Turin: Bollati Boringhieri. ISBN 88-339-1200-0 (tradução italiana da segunda edição em inglês)